# 林生越桔
林生越桔（学名：Vaccinium sciaphilum）为杜鹃花科越桔属下的一个种。

## 扩展阅读
維基物種上的相關：林生越桔